# Široký sval zádový

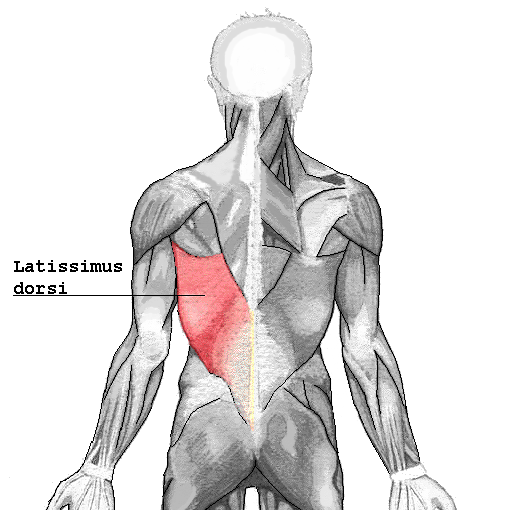
Široký sval zádový

Široký sval zádový (latinsky musculus latissimus dorsi) je svalem pro addukci a vnitřní rotaci humeru, tj. připažení, zapažení např. pohyb paže při kopání motykou a extenzi paže. Při fixované paži pak zdvihá žebra, např. nápadně je zesílen při chronickém kašli. Inervuje ho nervus thoracodorsalis, začátek svalu je u kosti kyčelní, kosti křížové a hrudní a bederní obratle, úpon svalu leží u kosti pažní.